# Barreirinhas
Barreirinhas – miasto i gmina w Brazylii leżące w stanie Maranhão. Gmina zajmuje powierzchnię 3024,019 km². Według danych szacunkowych w 2016 roku miasto liczyło 61 621 mieszkańców. Położone jest około 150 km na wschód od stolicy stanu, miasta São Luís, oraz około 1800 km na północ od Brasílii, stolicy kraju. Na terenie gminy znajduje się część Parku Narodowego Lençóis Maranhenses. 
W 2014 roku wśród mieszkańców gminy PKB per capita wynosił 6385,75 reais brazylijskich.